# Étienne Laspeyres

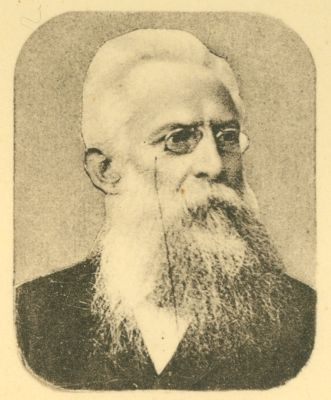
Étienne Laspeyres

Ernst Louis Étienne Laspeyres [lasˈpaɪrəs] (auch Ernst Ludwig Stephan Laspeyres; * 28. November 1834 in Halle; † 4. August 1913 in Gießen) war ein deutscher Nationalökonom und Statistiker.

## Leben
Étienne Laspeyres war Nachfahre einer Hugenottenfamilie, die ursprünglich aus Südfrankreich stammte und seit dem 17. Jahrhundert in Berlin ansässig war. Sein Vater war der Rechtswissenschaftler Ernst Adolf Theodor Laspeyres und seine Brüder der Mineraloge Ernst Adolf Hugo Laspeyres und der Architekt Paul Laspeyres.
Laspeyres studierte von 1853 bis 1859 Rechts- und Kameralwissenschaften an den Universitäten Tübingen, Berlin, Göttingen, Halle und Heidelberg. 1857 promovierte er in Halle zum Dr. iur., 1860 in Heidelberg zum Dr. phil. Im selben Jahr wurde er dort bei Wilhelm Roscher für Staats- und Kameralwissenschaften habilitiert und war bis 1864 als Privatdozent tätig.
1864 wurde er ordentlicher Professor der Staatswissenschaften an der Universität Basel. 1866 wurde er ans Polytechnikum Riga und 1869 an die Kaiserliche Universität Dorpat berufen. 1873 berief man ihn ans Polytechnikum Karlsruhe, doch bereits im darauffolgenden Jahr wechselte er an die Universität Gießen, wo er bis 1900 tätig war und die er 1881/82 als Rektor leitete.
Laspeyres starb im Alter von 78 Jahren. Er liegt auf dem Alten Friedhof in Gießen begraben.
Nach Laspeyres ist der Laspeyres-Preisindex benannt, den er 1871 entwickelt hat. Dieser ist die Grundlage für die Berechnung vieler heutiger Aktienindizes wie zum Beispiel der DAX-Familie.

## Werke (Auswahl)
- Die Wechselbeziehungen zwischen der Volksvermehrung und der Höhe des Arbeitslohns. Heidelberg 1860 (Habilitationsschrift).
- Geschichte der volkswirtschaftlichen Anschauungen der Niederländer und ihrer Litteratur zur Zeit der Republik. Leipzig 1863.
- Liebigs Theorie der Bodenerschöpfung, vom nationalökonomichen Standpunkt aus beleuchtet. Riga 1869.
- Der Einfluß der Wohnungen auf die Sittlichkeit. Berlin 1869.
- Die Kathedersozialisten und die statistischen Kongresse. Berlin: Habel 1875.
- Das Alter der deutschen Professoren. Berlin 1876.